# Kemo Ceesay
Kemo Ceesay (* 15. Juni 1971 in Serekunda, Gambia) ist ein ehemaliger gambischer Fußballspieler.

## Werdegang
Ceesay kam nach seiner Jugendausbildung nach Deutschland und spielte beim LFC Berlin, bevor er 1996 zu den Sportfreunden Ricklingen wechselte. Nach drei Jahren dort ging er nach Sachsen-Anhalt zum 1. FC Magdeburg. Nach nur einem Jahr dort wechselte der Mittelfeldspieler im Sommer 2000 zum 1. FC Lok Stendal. Auch hier blieb er nur für ein Jahr, bevor er zum FC Carl Zeiss Jena wechselte. Dort bestritt er 24 Ligaspiele, in denen er ein Tor schoss. In der Saison 2002/03 spielte er wenige Kilometer von Jena entfernt beim VfB Pößneck und in der Saison 2003/04 beim VFC Plauen. 2004 ging er für vier Jahre zurück in die Verbandsliga Sachsen-Anhalt zu Lok Stendal. Von 2008 bis Dezember 2010 stand er im Kader der Prignitzer Kuckuck Kickers, bevor er von Januar bis Juli 2011 beim BFC Südring seine aktive Karriere ausklingen ließ.
Ceesay stand im Verlauf seiner Karriere 38 mal im Kader der gambischen Fußballnationalmannschaft.